# Доктор Хаусс
«Доктор Хаусс» — команда КВН, представляющая город Могилёв, Беларусь. Чемпион Высшей лиги КВН 2022 года. Участники шоу «Концерты» на ТНТ.

## История
Основана в 2008 году на базе средней школы № 8 города Могилёва. Капитан команды Павел Малахов создал команду после предложения классу принять участие в разовом турнире КВН в школе. С 2008 года команда принимала участие в школьных, городских, областных и республиканских лигах города и страны. В 2014 году команда попала в Межрегиональную лигу МС КВН «Полесье» в Гомеле, где и начала набирать свой профессиональный опыт. В 2015 году команда КВН «Доктор Хаусс» едет на фестиваль в Сочи, откуда попадает в сезон «Международной лиги» МС КВН, где покидает турнир на первой же стадии. После команда продолжила путь в центральных лигах клуба.
В 2018 году команда, став опытной и имея в активе около 10 чемпионских титулов в различных лигах, впервые для себя и могилёвского КВН берёт 2-й тур на Международном фестивале команд КВН в Сочи и снова попадает в «Международную лигу» КВН в городе Минске. Этот сезон для команды складывается удачнее и ребята доходят до финала лиги, но не побеждают. В 2019 году команда попадает в телевизионную «Премьер-Лигу» КВН, где, выиграв все игры сезона, доходит до финала и личным приглашением Александра Маслякова попадает в Высшую лигу КВН.
В 2020 году команда начинает свой путь в главной лиге клуба, дойдя до полуфинала. В 2021 году команда снова идёт в сезон и доходит до финала путём добора через кубок Мэра Москвы, где берёт бронзу турнира. В 2022 году команда КВН «Доктор Хаусс» берёт «Малый КиВиН в золотом» на Голосящем КиВиНе в городе Светлогорск. В течение сезона доходит до финала, не проиграв ни одного этапа, взяв максимальный балл в трёх играх подряд, и становится чемпионом Высшей лиги КВН. В 2022 году команда поставила рекорд клуба, проиграв лишь 0,2 балла за весь сезон Высшей лиги.
На протяжении трёх лет в Высшей лиге спонсором команды было ОАО «Беларуськалий».
С 2023 года «Доктор Хаусс» принимает участие в шоу «Концерты» на телеканале ТНТ. Также с того же 2023 года, капитан команды — Павел Малахов и один из авторов — Антон Лапышев стали авторами в структурах продюсерской компании «Comedy Club Production». Ребята придумывают шутки для юмористического шоу «Однажды в России» на всё том же телеканале «ТНТ».
16 августа 2024 года команда одержала победу на летнем Кубке чемпионов КВН, прошедшем на Сахалине, обыграв чемпионов 2021 и 2023 года.

## Состав команды
1. Малахов Павел — капитан, автор, актёр
2. Снопковский Александр — актёр
3. Ершов Гордей — автор, актёр
4. Мурашко Сергей — актёр
5. Чистов Алексей — администратор
6. Лапышев Антон — автор, звук
7. Антонов Максим — автор